# 港明出入口
港明出入口（こうめいでいりぐち）は、愛知県名古屋市港区港明・辰巳町にある名古屋高速4号東海線の出入口である。

## 概要
都心環状線方面への入口と同方面からの出口のみをもつハーフインターチェンジである。この入口から東海JCT方面には行けないため、隣りの木場入口を利用する必要がある。
出入口はららぽーと名古屋みなとアクルスのほぼ前に位置しているが、出口交差点の南側にあるららぽーとの入口（港区役所前交差点）は右折禁止である。

## 接続する道路
- 名古屋市道江川線

## 歴史
- 2013年11月23日 : 六番北出入口-木場出入口間開通に伴い供用開始

## 利用台数
名古屋市統計年鑑による利用台数の推移
| 2013年（平成25年）度 | 216422台 |  |

## 周辺
- 港区役所駅（名古屋市営地下鉄名港線）
- 港区役所
- ブラザー工業港工場
- 名古屋市立中川小学校
- ららぽーと名古屋みなとアクルス （2018年9月28日開業）

## 隣
名古屋高速4号東海線
(403/413)六番南出入口 - (404/414)港明出入口 - (405/415)木場出入口